# Ricardo Chávez Castañeda
Ricardo Chávez Castañeda (Ciudad de México, 1961) es un escritor mexicano que forma parte de la Generación del crack.

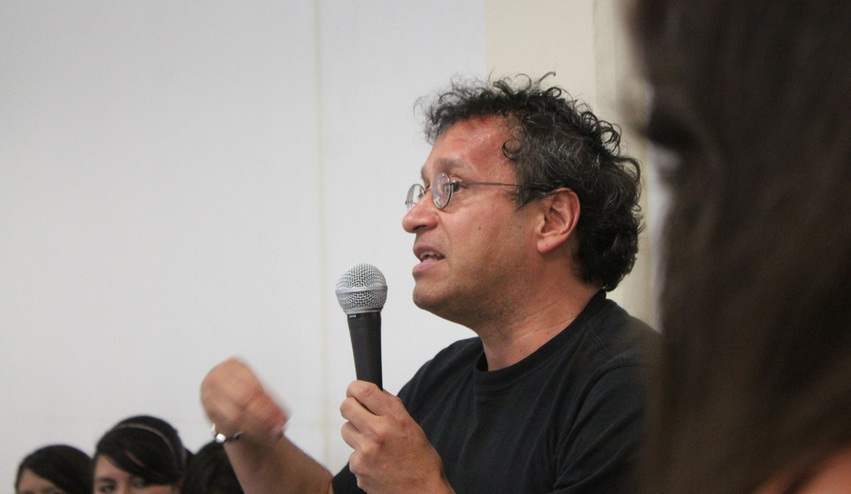
Ricardo Chávez Castañeda en Guadalajara en 2013. Foto: Miguel Ángel Avilés

## Biografía
Estudió psicología en la Universidad Nacional Autónoma de México.
Sus temas principales oscilan en torno a la adolescencia, el lenguaje, la fantasía o “la condena de lo que significa para el infante volverse adulto” hasta formar un tejido literario propio, una voz personal y muy reconocible dentro del panorama literario contemporáneo en español.
Actualmente reside en Estados Unidos, donde es profesor de escritura creativa en el Middlebury College, Vermont.

## Premios
Chávez Castañeda ha obtenido diversos premios entre los que destacan:
- 1987: primer lugar en el Certamen Estatal de Cuento del Estado de México; tercer lugar en el Quinto Certamen Francisco Mota Mújica del Crea; y premio en la XIII Fiesta Latinoamericana de la Literatura en homenaje a Jorge Luis Borges, en Buenos Aires, Argentina.
- 1988: segundo lugar en el Certamen Estatal de Cuento, convocado por el ISSSTE.
- 1989: primer premio en el Concurso de Cuento Ecológico Universitario.
- 1990: mención honorífica en el Concurso de Cuento de la Revista Plural.
- 1991: mención en los concursos Gilberto Owen y Efraín Huerta. Primer lugar en el Concurso de Cuento Salvador Gallardo y el Premio de cuento San Luis Potosí.
- 1992: primer premio de Novela para Jóvenes de la Feria Internacional del libro Infantil y Juvenil en la categoría de cuento con "El secreto del Gorco". Con el Miedo, el mundo de a lado fue reconocido además con el primer lugar en la categoría de Novela.
- 1994: gana el XX Concurso de Cuento Latinoamericano Edmundo Valadés con su cuento "La esquina del fin del mundo".
- 1994: Premio Nacional de Novela José Rubén Romero por La conspiración idiota.
- 2002: finalista del Premio Internacional Dashiell Hammet con El final de las nubes escrita junto a Celso Santajuliana.
- 2005: gana el Premio de Novela "Ciudad de la Paz" por su obra El libro del silencio.
- 2009: gana el certamen Los jóvenes del Mercosur, por El país de los muchos suelos.
  - Primera Mención Premio Casa de las Américas en la categoría literatura para niños y jóvenes por El laberinto de las pesadillas
- 2010: tercer premio en el certamen internacional Letras del bicentenario de Sor Juana Inés de la Cruz en el apartado de novela por La última epidemia de risa y en el de cuento por Desapariciones.
- 2017: Primer Premio Internacional Ink de Novela por La niña de Derosipam.

## Obras
- 1992: La Generación Fría, un diccionario que actúa de manifiesto de los escritores de su "no generación" o "Generación de los enterradores": “una generación de textos inmediatistas y emergentes, hechos con más lecturas que vivencias. Una literatura creada con literatura. [...] Esta generación plantea que nace y representa el caos; su lema es El Caos nos une ”.
- 1993: Publica su primera novela Los Ensebados, novela escrita como un diccionario (tema que volvería a retomar en el Libro del silencio), escrito de forma que adelanta el hipertexto en la era Internet: cuando el lector se encuentra con una palabra subrayada puede ir a la página donde se encuentra el significado y seguir la lectura para formar "un túnel de topo en el que se puede entrar por donde quieras y salir por donde quieras".
- El manifiesto del Crack contiene sendos textos de cinco autores en el que cada uno escribe lo que para él es la novela del crack. Ricardo Chávez escribe el texto "Los riegos de la forma".
- 1997: El día del hurón sobre la imposibilidad de ser libre.
- 1999: Estación de la Vergüenza
- 2000: La generación de los enterradores
- 2001: El final de las nubes (Ricardo Chávez Castañeda y Celso Santajuliana)
- 2003: La generación de los enterradores II donde se estudia la obra de Jorge Volpi, Ignacio Padilla, Cristina Rivera, Ana García Bergua, Ana Clavel, Mario González Suárez, Ricardo Bernal, David Toscana, Patricia Laurent Kullic, entre otros.
- 2003: La conspiración idiota sobre la imposibilidad de ser bueno.
- 2004: Crack, instrucciones de uso / Libro colectivo: Ricardo Chávez Castañeda Alejandro Estivill, Vicente Herrasti, Ignacio Padilla, Pedro Ángel Palou, Eloy Urroz y Jorge Volpi.
- 2005: El fin de la pornografía
- 2004: Fernanda y los mundos secretos, este libro fue escrito junto con su hija de siete años: "Trate de hacer contacto con todas esas infancias, las que están desarrollándose ahora y las que ya dejaron de ser, pero que a su vez permanecen en los adultos. Con este libro intento que las personas se contagien y adquieran la capacidad de ver a las niñas y a los niños diferentes para que al final escriban más historias de esta realidad".
- 2007: El libro del silencio, posiblemente su obra más ambiciosa y compendio de toda su literatura en la forma y en los temas.
- 2007: El cuaderno de las pesadillas
- 2010: Severiana
- 2011: La última epidemia de risa
- 2011: El libro que se muere (Ilustraciones de Carlos Vélez Aguilera)